# Schönfuß
Schönfuß ist ein Gemeindeteil der Gemeinde Friedenfels im Bezirk Oberpfalz im Landkreis Tirschenreuth von Bayern.

## Geographische Lage
Das Dorf Schönfuß liegt ca. 500 m südwestlich von Friedenfels. Durch Schönfuß fließt der Steinwaldbach, ein rechter Nebenfluss des Heinbachs. Durch Schönfuß führt ein Landschaftskundlicher Wanderweg.

## Geschichte
1470 wird Ulrich Nothafft als Besitzer der Mühle zu Schönfuß genannt, die er an seinen Vetter Heinrich Nothafft abtritt. Die Nothafft besaßen seit dem 24. Juli 1516 auch das Halsgericht zu Weißenstein, dem auch der Ort Schönfuß gehört, „dabei zwen hamer gelegen, die man bede zum Schönfuß nennet“. Schönfuß wird 1764 als zur Hofmark Friedenfels gehörig bezeichnet (mit 15 Anwesen und 16 Herdstätten mit sechs Inwohnern, davon vier Austrägler und zwei Spinnerinnen). Friedenfels zusammen mit Schönfuß gehörten zum Landgericht Kemnath und wurden am 1. Oktober 1830 dem Landgericht Waldsassen zugeteilt, 1849 wurden diese dem Landgericht Erbendorf zugeordnet und wurden 1931 dem Landkreis Tirschenreuth zugewiesen. 1961 werden zu Schönfuß 13 Wohngebäude und 70 Einwohner genannt.
In Schönfuß wird vom 14. bis zum 17. Jahrhundert ein Blechhammer genannt, der vom Wasser des Steinwaldbaches betrieben wurde. Von dem Hammer ist heute noch ein Hammerherrenhaus erhalten, das unter der Aktennummer D-3-77-118-6 als denkmalgeschütztes Baudenkmal von Schönfuß verzeichnet ist („ehem. Hammerherrenhaus, zweigeschossiger, verputzter Massivbau über hohem Kellergeschoss, mit Walmdach und Eckrustizierung, im Kern um 1800“).